# Kirchgasse
Il Kirchgasse (vicolo della chiesa) è una strada nel centro di Wiesbaden, lunga 500 metri. La strada è un'isola pedonale, una delle più trafficate della Germania con un picco di 11000 passanti all'ora (2011).